# Skiereszewo (województwo wielkopolskie)
Skiereszewo – wieś w Polsce położona w województwie wielkopolskim, w powiecie gnieźnieńskim, w gminie Gniezno. Od wschodu graniczy z Gnieznem.
W latach 1975–1998 miejscowość administracyjnie należała do województwa poznańskiego.